# Estadio Alberto Gallardo
El Estadio Alberto Gallardo (llamado anteriormente Estadio San Martín de Porres) es un recinto deportivo destinado a la práctica del fútbol perteneciente al Instituto Peruano del Deporte y a la Municipalidad de San Martín de Porres, que se encuentra ubicado en el distrito limeño de San Martín de Porres. El Sporting Cristal disputa sus encuentros en condición de local, ya que cuenta con el derecho de usufructo del mismo hasta el año 2022.
El estadio fue inaugurado el 9 de junio de 1961 y fue diseñado originalmente para albergar los encuentros de la Segunda División del Perú. Tras la descentralización del fútbol profesional peruano en 1966, albergó instancias finales de la Copa Perú y también se convirtió con los años en escenario ocasional de encuentros de la Primera División del Perú. El coloso deportivo ha albergado también partidos de fútbol en competencias internacionales como la Copa Libertadores y la desaparecida Copa Merconorte.
Desde su remodelación en 1995, Sporting Cristal ejerce aquí su condición de local y desde 2012 el nombre del recinto fue cambiado a «Estadio Alberto Gallardo» en honor al delantero peruano Alberto Gallardo Mendoza (1940-2001), ídolo máximo del club cervecero.

## Ubicación
Una de las peculiaridades del recinto deportivo es que se ubica a orillas del río Rímac, uno de los ríos de mayor longitud del Perú. Además, el estadio se encuentra en la triple intersección de tres de los distritos más populares de Lima: el Rímac, San Martín de Porres y Cercado de Lima.
Debido a su concurrida ubicación, sus puertas dan al intercambio vial de Caquetá sobre la Carretera Panamericana Norte y que se conecta con el Sistema Metropolitano a través de la estación Caquetá. Estas características lo hacen un recinto de fácil acceso y evacuación. Conjuntamente con el Estadio Nacional del Perú y el Estadio Unión de Barranco, son los únicos estadios servidos por este medio de transporte masivo.

## Historia

### Inauguración y primeros años
La construcción del estadio corrió a cargo del Comité Nacional del Deporte con la ayuda de la Asociación Central de Fútbol. El coloso deportivo fue inaugurado en medio de gran expectativa el 9 de junio de 1961 con el partido entre Defensor Arica y KDT Nacional por la Segunda División del Perú. El evento inaugural contó con la presencia de Alfonso Villanueva Pinillos, Ministro de Educación Pública de la época. El estadio tenía originalmente una capacidad para 20 000 personas. Fue inaugurado con el nombre de «Estadio Fray Martín de Porres», en honor al fraile afroperuano Martín de Porres Velásquez, y tras su canonización en 1962 cambió su nombre a «Estadio San Martín de Porres». 

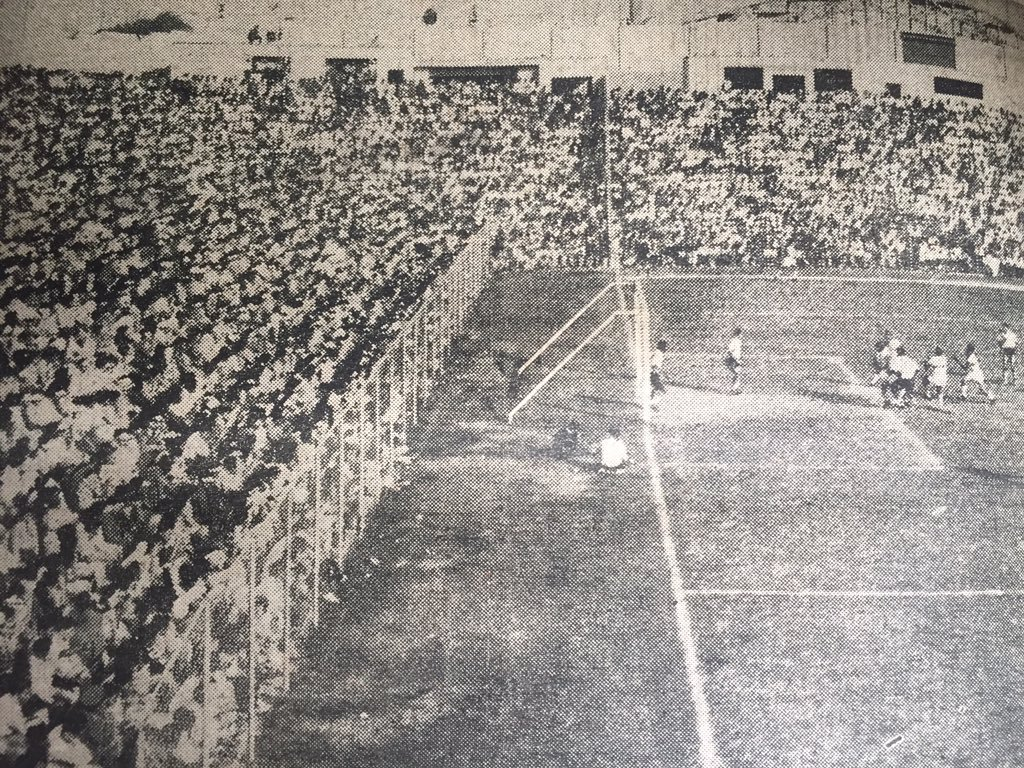
El "Estadio San Martín de Porres" en la década de 1960.

Durante la década de 1960 fue el principal recinto deportivo en que se disputaban los encuentros de la Segunda División Peruana y ocasionalmente albergó algunos encuentros de la Primera División, aunque el escenario principal de estos últimos era el Estadio Nacional del Perú. El estadio San Martín comenzó a usarse también como escenario de instancias finales de la Copa Perú tras la descentralización de la Liga Peruana de Fútbol en 1966.
El 15 de abril de 1979 Sporting Cristal jugó en este estadio y vapuleó 7-0 al Alfonso Ugarte, logrando una efemérides doblemente histórica: fue su primer partido y mayor goleada por campeonatos nacionales jugando en este estadio. Los goles en aquella jornada histórica los anotaron Percy Rojas (3), Roberto Mosquera, Julio César Uribe (2) y Juan Carlos Oblitas. Cristal jugó como local el resto de la temporada en el estadio santo y se consagró campeón de ese año. Con el paso del tiempo el uso del recinto deportivo se volvió muy esporádico, el 9 de agosto de 1989 el San Martín albergó su último partido profesional antes de su remodelación, fue durante el Torneo Plácido Galindo cuando Defensor Lima derrotó a Deportivo Municipal por 2-0 ante solamente 139 espectadores.

### Iluminación artificial (1967-1995)
Actualmente el Estadio Alberto Gallardo no cuenta con iluminación artificial para albergar partidos nocturnos. Pero hubo un tiempo en que este estadio sí tuvo iluminación artificial y en el cual se jugaron partidos durante la noche.
Desde su inauguración en 1961 hasta 1967 el estadio no contó con luz artificial lo cual impedía que se jugaran partidos en horario nocturno, pero en ese mismo año (1967) se instalaron postes de luz para que el estadio tenga luz artificial y pueda albergar partidos en el horario de la noche. En 1995, Sporting Cristal reinauguró el estadio, pero al precio de quitar los postes de iluminación, lo cual hizo que ya no se puedan volver a jugar partidos de fútbol durante la noche.

### Remodelación y reapertura

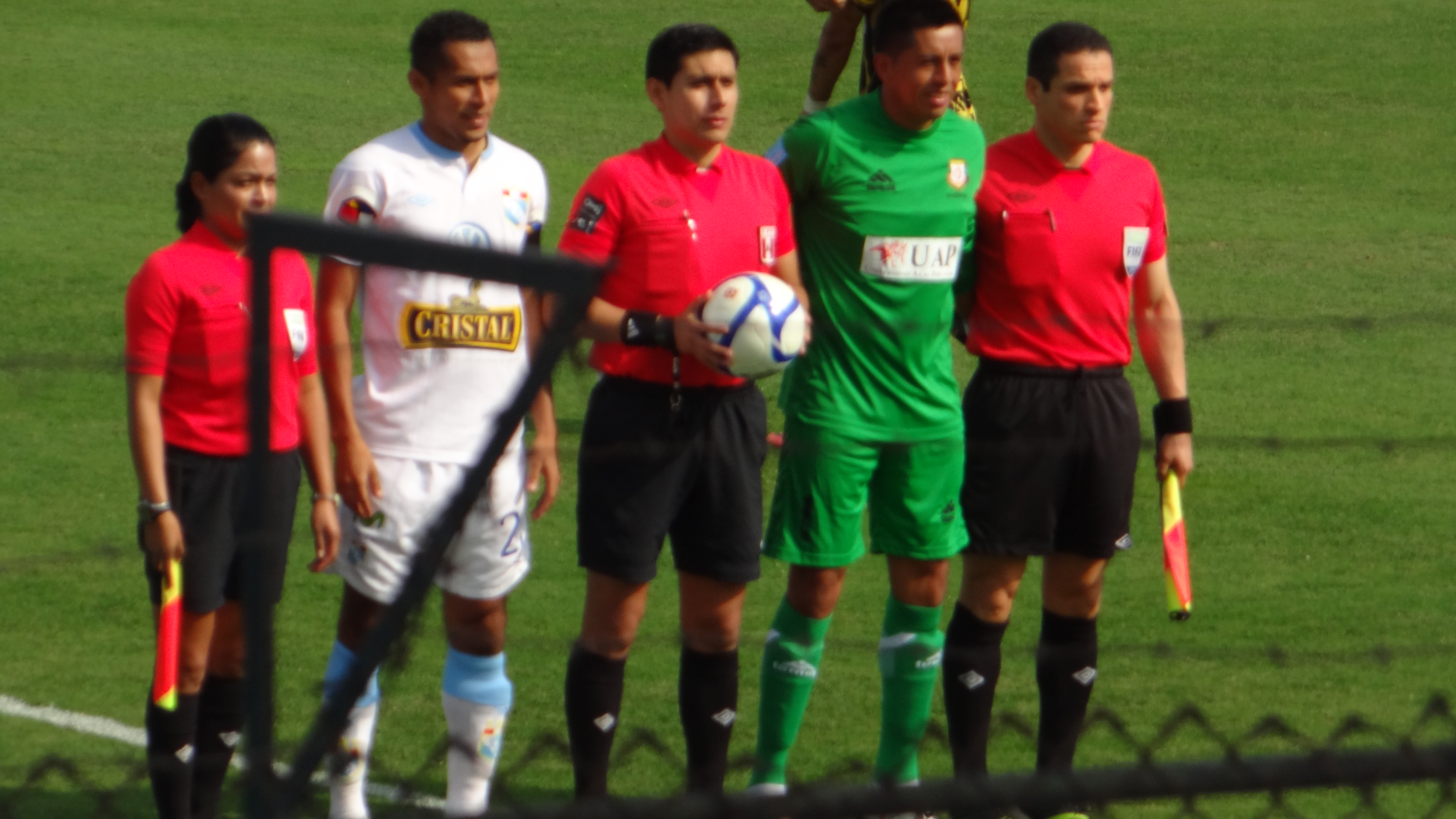
Encuentro entre Sporting Cristal y Cobresol.

Las instalaciones del estadio de JP7 se fueron deteriorando tras varios años sin fútbol profesional en él, el campo se encontraba en un total abandono, las tribunas se volvieron inestables y la seguridad era ahora insuficiente para controlar el auge de las barras bravas en el Perú. En esa coyuntura el club Sporting Cristal firmó en julio de 1995 un contrato con el IPD en donde se comprometía a introducir las mejoras necesarias en el estadio para convertirlo en un escenario de primer nivel. El contrato se firmó originalmente por tres años, y luego se alargó por doce años más.
Antes de su reapertura, el club celeste se encargó de acondicionar estacionamientos para los vehículos de los aficionados, pintar y apuntalar las tribunas, construir baños, camerinos y bancos para suplentes, levantar una malla olímpica alrededor de la cancha y acondicionar el gramado del estadio. La inversión hecha por Sporting Cristal en la remodelación del estadio superó los $280,000.00 (doscientos ochenta mil dólares). Finalmente, el 24 de septiembre de 1995 se reaperturó el remodelado «Estadio San Martín de Porres», con el triunfo de Sporting Cristal por 6-0 ante el Cienciano.
El primer marcador electrónico del estadio Alberto Gallardo fue instalado en 2013, una pantalla gigante led RGB de 27.65 m2 marca AOC.

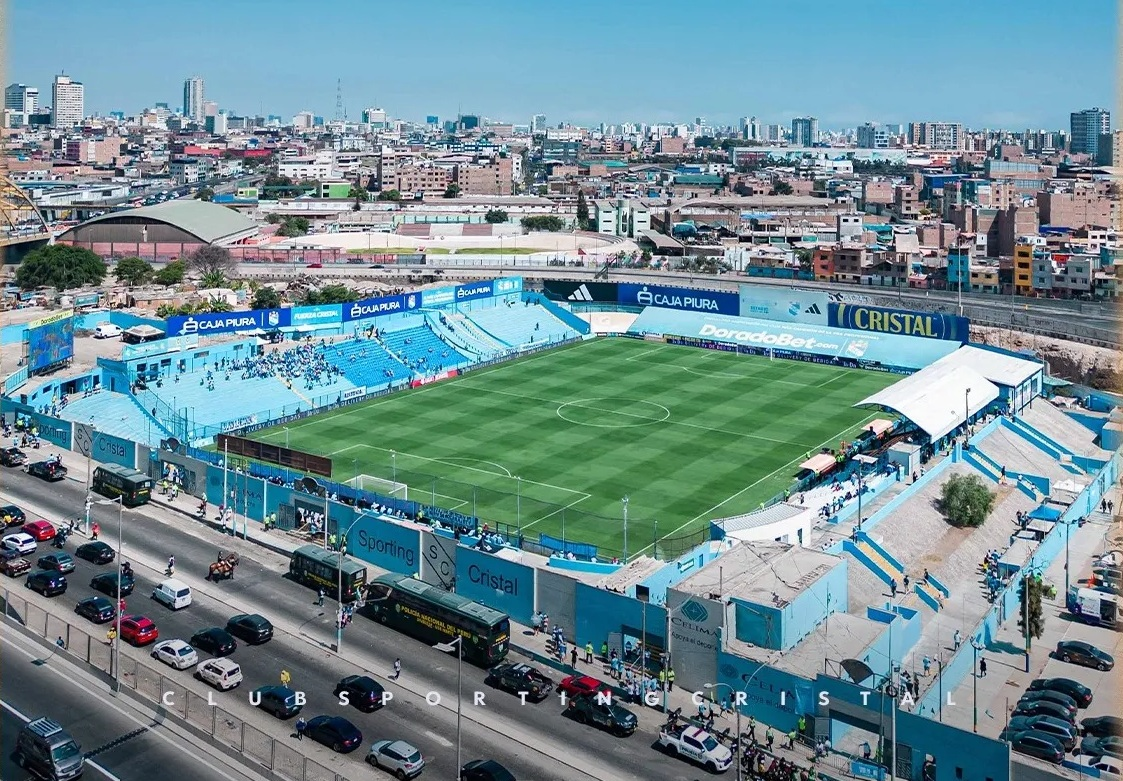
Vista panorámica del estadio Alberto Gallardo en 2025.

El 15 de enero de 2023 se inauguró la nueva pantalla electrónica del estadio Alberto Gallardo, tiene 12 metros de largo y 6 metros de ancho. Además, cuenta con 72 gabinetes led Display. Su gran luminosidad permite que su contenido sea visto a plena luz del día con una calidad de imagen excelente desde todos los ángulos y posiciones del estadio. Fue anunciado como la pantalla más grande del fútbol peruano, que por poco tiempo llevó esta distinción porque semanas después Universitario de Deportes anunció que su estadio Monumental llevara una pantalla led provisional y esta cuenta con dimensiones superiores, de  16 metros de largo y 6 metros de ancho y que incluso fue usado en la noche crema, el 6 de enero de 2023.
| 24 de septiembre de 1995, 11:30 | Sporting Cristal                                                                   | 6:0 (3:0) | Cienciano | Estadio San Martín de Porres, Lima                     |                                                        |
|                                 | Flavio Maestri 13', 24' · Julinho 16' · Roberto Palacios 53', 72' · Jorge Soto 91' | Reporte   |           | Asistencia: 14 199 espectadores Árbitro(s): José Arana | Asistencia: 14 199 espectadores Árbitro(s): José Arana |

### Renombramiento del estadio y sus tribunas
El 19 de mayo de 2012 se renombró oficialmente al antiguo "Estadio San Martín de Porres" como "Estadio Alberto Gallardo", en honor al exfutbolista Alberto Gallardo quien fue campeón con Sporting Cristal como futbolista y como entrenador. En el partido de reinauguración, Cristal derrotó al José Gálvez por el marcador de 4-0.
| 19 de mayo de 2012, 15:30 | Sporting Cristal                                                                | 4:0 (2:0) | José Gálvez | Estadio Alberto Gallardo, Lima                           |                                                          |
|                           | Irven Ávila 7' · Juan Carlos Mariño 44' · Jorge Cazulo 65' · Hernán Rengifo 78' | Reporte   |             | Asistencia: 3567 espectadores Árbitro(s): Alberto Lozano | Asistencia: 3567 espectadores Árbitro(s): Alberto Lozano |

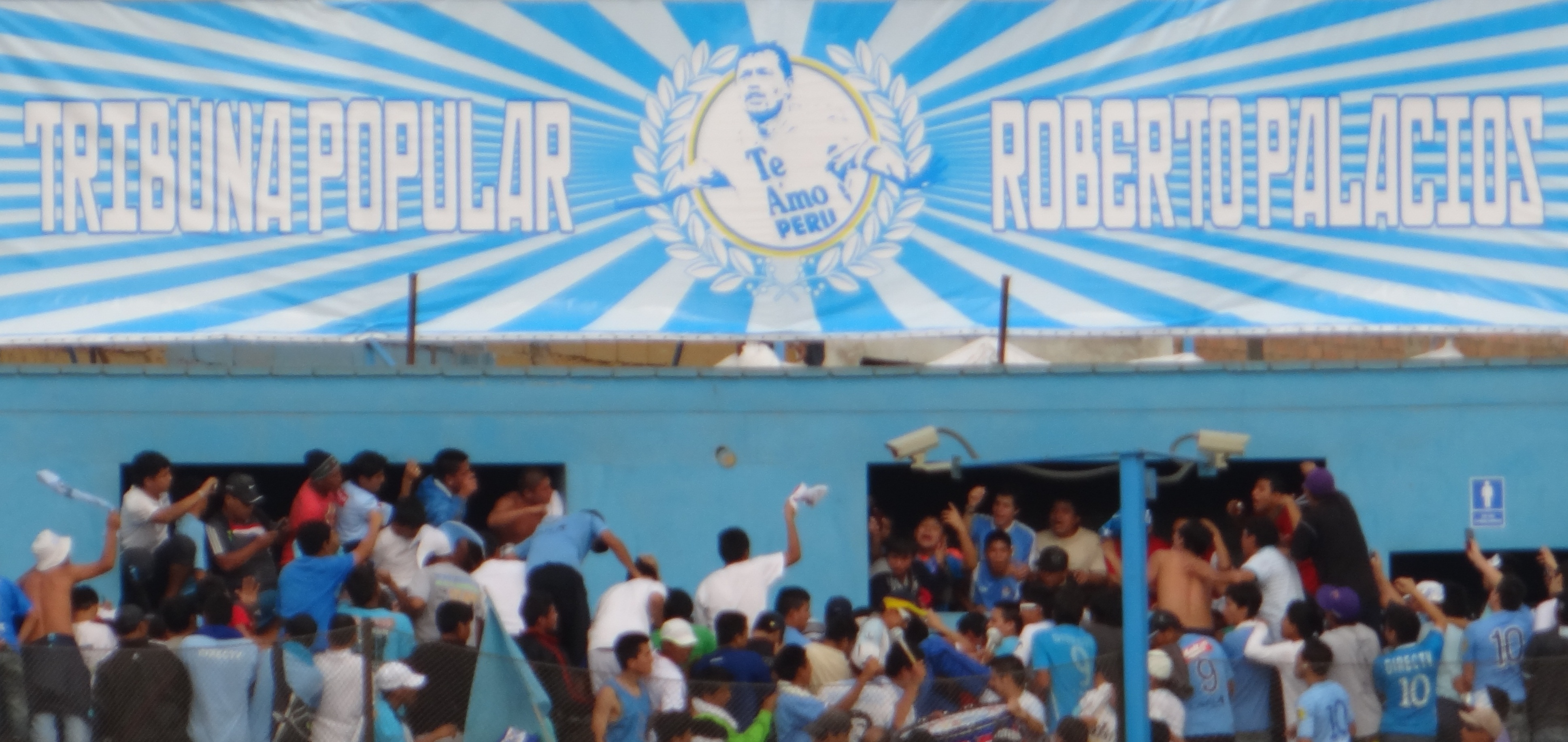
Inauguración de la "Tribuna Roberto Palacios".

En homenaje a otros ídolos de la institución, las tribunas del estadio fueron también renombradas. Para esto se llevó a cabo una votación entre los hinchas del Sporting Cristal en la página oficial del club, los resultados fueron los siguientes:
- "Tribuna Roberto Palacios" - Sector Popular
- "Tribuna Julio César Uribe" - Sector Oriente
- "Tribuna Alfredo Quesada" - Sector Occidente
- El Palco Dirigencial lleva el nombre de Ricardo Bentín Mujica, padre fundador de la institución.

## Capacidad
La capacidad original del estadio era de 21 000 espectadores, la cual para 1995 se redujo a 15 000. Por las adaptaciones a las medidas de seguridad que se han ido implementando, la capacidad máxima del estadio actualmente es 11 600 espectadores. 
- "Tribuna Roberto Palacios" (4000 espectadores)
- "Tribuna Julio César Uribe" (4000 espectadores)
- "Tribuna Alfredo Quesada" (3600 espectadores)
- "Tribuna Sur" No se abre por seguridad

Nota: La tribuna popular sur se encuentra inhabilitada por su ubicación cercana al río Rímac ya que debido a su cauce podría afectar al estadio.

## Estadísticas en el Alberto Gallardo

### Máximas goleadas
En la siguiente tabla se detallan las mayores goleadas a favor del Sporting Cristal jugando en el Estadio Alberto Gallardo.
| Máximas goleadas de Sporting Cristal en el Alberto Gallardo | Máximas goleadas de Sporting Cristal en el Alberto Gallardo | Máximas goleadas de Sporting Cristal en el Alberto Gallardo | Máximas goleadas de Sporting Cristal en el Alberto Gallardo                                          |
| Fecha                                                       | Rival                                                       | Resultado                                                   | Anotadores                                                                                           |
| ----------------------------------------------------------- | ----------------------------------------------------------- | ----------------------------------------------------------- | --- |
| 15/04/1979                                                  | Alfonso Ugarte                                              | 7-0                                                         | Percy Rojas (3), Roberto Mosquera, Julio César Uribe (2), Juan Carlos Oblitas.                       |
| 25/07/1996                                                  | Unión Minas                                                 | 7-1                                                         | Roberto Palacios (2), Luis Alberto Bonnet, Julio Rivera, Diego Rebagliati, Germán Pinillos, Julinho. |
| 11/04/1998                                                  | Melgar                                                      | 7-1                                                         | Nilson Esidio (3), Marcelo Asteggiano, Jorge Soto (2), Gustavo Vassallo.                             |
| 24/09/1995                                                  | Cienciano                                                   | 6-0                                                         | Flavio Maestri (2), Julinho, Roberto Palacios (2), Jorge Soto.                                       |
| 23/03/1996                                                  | Cienciano                                                   | 6-0                                                         | Roberto Palacios, Germán Pinillos, Ricardo Zegarra (2), Martín Hidalgo, Julinho.                     |
| 06/04/1997                                                  | José Gálvez                                                 | 6-0                                                         | Adrián Czornomaz (2), Nolberto Solano (2), Julinho, Jorge Soto.                                      |
| 15/08/1999                                                  | Deportivo Municipal                                         | 6-0                                                         | Aldo Olcese (2), Roberto Silva, Héctor Sánchez, Paulo Zabárbulo, Amilton Prado.                      |
| 09/03/2003                                                  | Atlético Universidad                                        | 6-0                                                         | Carlos Zegarra (2), Flavio Maestri (2), Jorge Soto, Sérgio Júnior.                                   |
| 27/10/2012                                                  | Cobresol                                                    | 6-0                                                         | Marcio Valverde, Junior Ross (3), Óscar Vílchez, Leandro Franco.                                     |
| 20/07/2014                                                  | San Simón                                                   | 6-0                                                         | Carlos Lobatón (2), Maximiliano Núñez, Ray Sandoval, Renzo Sheput, Jorge Cazulo.                     |
| 04/11/2018                                                  | Ayacucho F.C                                                | 6-0                                                         | Emanuel Herrera (2), Carlos Lobatón, Josepmir Ballón, Marcos López, Christopher Olivares             |

### Torneo local
En la siguiente tabla se detallan los resultados obtenidos por Sporting Cristal jugando en el Estadio Alberto Gallardo, solamente se consideran los encuentros jugados por el club en condición de local.
| Temporada |          |          |          |          |       |       |       |        |
| Temporada | Partidos | Partidos | Partidos | Partidos | Goles | Goles | Goles | Puntos |
| Temporada | PJ       | G        | E        | P        | GF    | GC    | DG    | Puntos |
| --------- | -------- | -------- | -------- | -------- | ----- | ----- | ----- | ------ |
| 1995      | 8        | 8        | 0        | 0        | 25    | 3     | +22   | 24     |
| 1996      | 13       | 12       | 1        | 0        | 44    | 8     | +36   | 37     |
| 1997      | 11       | 10       | 1        | 0        | 32    | 9     | +23   | 31     |
| 1998      | 17       | 14       | 2        | 1        | 48    | 16    | +32   | 44     |
| 1999      | 18       | 15       | 2        | 1        | 57    | 17    | +40   | 47     |
| 2000      | 18       | 14       | 3        | 1        | 44    | 18    | +26   | 45     |
| 2001      | 16       | 13       | 2        | 1        | 46    | 16    | +30   | 41     |
| 2002      | 16       | 16       | 0        | 0        | 47    | 8     | +39   | 48     |
| 2003      | 16       | 11       | 3        | 2        | 38    | 14    | +24   | 36     |
| 2004      | 22       | 16       | 1        | 5        | 55    | 17    | +38   | 49     |
| 2005      | 20       | 11       | 6        | 3        | 41    | 20    | +21   | 39     |
| 2006      | 17       | 13       | 2        | 2        | 35    | 9     | +26   | 41     |
| 2007      | 17       | 6        | 8        | 3        | 25    | 21    | +4    | 26     |
| 2008      | 22       | 16       | 4        | 2        | 48    | 20    | +28   | 52     |
| 2009      | 19       | 12       | 1        | 6        | 41    | 19    | +22   | 37     |
| 2010      | 22       | 11       | 3        | 8        | 32    | 23    | +9    | 36     |
| 2011      | 15       | 5        | 6        | 4        | 14    | 16    | –2    | 21     |
| 2012      | 17       | 15       | 2        | 0        | 51    | 11    | +40   | 47     |
| 2013      | 20       | 15       | 4        | 1        | 50    | 13    | +37   | 49     |
| 2014      | 19       | 11       | 4        | 4        | 48    | 20    | +28   | 37     |
| 2015      | 20       | 13       | 5        | 2        | 38    | 20    | +18   | 44     |
| 2016      | 21       | 11       | 6        | 4        | 38    | 23    | +15   | 39     |
| 2017      | 20       | 13       | 5        | 2        | 38    | 13    | +25   | 44     |
| 2018      | 18       | 14       | 2        | 2        | 54    | 9     | +45   | 44     |
| 2019      | 15       | 12       | 1        | 2        | 38    | 12    | +26   | 37     |
| 2020      | 3        | 1        | 1        | 1        | 3     | 3     | 0     | 4      |
| 2022      | 14       | 10       | 3        | 1        | 40    | 20    | +20   | 33     |
| TOTAL     | 454      | 318      | 78       | 58       | 1070  | 398   | +672  | 1032   |

### Torneos nacionales
En la tabla siguiente se muestran los resultados obtenidos por el club en otros torneos nacionales, solamente son considerados sus partidos en condición de local.
| Torneos                |          |          |          |          |       |       |       |
| Torneos                | Partidos | Partidos | Partidos | Partidos | Goles | Goles | Goles |
| Torneos                | PJ       | G        | E        | P        | GF    | GC    | DG    |
| ---------------------- | -------- | -------- | -------- | -------- | ----- | ----- | ----- |
| Pre-Libertadores 1997  | 3        | 3        | 0        | 0        | 6     | 1     | +5    |
| Torneo Intermedio 2011 | 3        | 1        | 2        | 0        | 2     | 1     | +1    |
| Copa Bicentenario 2019 | 1        | 0        | 1        | 0        | 1     | 1     | 0     |
| TOTAL                  | 7        | 4        | 5        | 0        | 9     | 3     | +6    |

### Torneos internacionales
Sporting Cristal ha disputado un total de catorce encuentros internacionales, de los cuales ha ganado 9, empatado 2 y perdido 3. Además, Cristal ha marcado 27 goles en estos cotejos y ha recibido 16. Es importante recalcar que el escenario principal de los partidos internacionales de los cerveceros es el Estadio Nacional del Perú debido a que los partidos internacionales son programados en un horario entre la tarde-noche y el Estadio Alberto Gallardo no cuenta con torres de iluminación.
| Encuentros internacionales albergados | Encuentros internacionales albergados | Encuentros internacionales albergados | Encuentros internacionales albergados |
| Fecha                                 | Rival                                 | Resultado                             | Torneo                                |
| ------------------------------------- | ------------------------------------- | ------------------------------------- | ------------------------------------- |
| 07/03/2000                            | Atlético Colegiales                   | 3-0                                   | Copa Libertadores 2000                |
| 19/04/2000                            | América de Cali                       | 0-2                                   | Copa Libertadores 2000                |
| 10/08/2000                            | Emelec                                | 2-2                                   | Copa Merconorte 2000                  |
| 30/08/2000                            | Pachuca                               | 2-1                                   | Copa Merconorte 2000                  |
| 14/09/2000                            | Oriente Petrolero                     | 5-1                                   | Copa Merconorte 2000                  |
| 01/03/2001                            | Emelec                                | 0-1                                   | Copa Libertadores 2001                |
| 18/04/2001                            | Olimpia                               | 3-2                                   | Copa Libertadores 2001                |
| 12/09/2001                            | Kansas City Wizards                   | 2-1                                   | Copa Merconorte 2001                  |
| 23/10/2001                            | Santos Laguna                         | 2-1                                   | Copa Merconorte 2001                  |
| 22/11/2001                            | Barcelona                             | 2-2                                   | Copa Merconorte 2001                  |
| 11/04/2002                            | Monarcas Morelia                      | 0-1                                   | Copa Libertadores 2002                |
| 08/03/2006                            | Bolívar                               | 2-1                                   | Copa Libertadores 2006                |
| 29/01/2009                            | Estudiantes                           | 2-1                                   | Copa Libertadores 2009                |
| 28/02/2013                            | Tigre                                 | 2-0                                   | Copa Libertadores 2013                |

### Totales
| Primera División        | 440 | 308 | 75 | 57 | 75.68% |
| Torneos nacionales      | 7   | 4   | 3  | 0  | 71.43% |
| Torneos internacionales | 14  | 9   | 2  | 3  | 69.05% |
| TOTAL                   | 461 | 321 | 80 | 60 | 75.41% |